# حنا سلامة (مهندس ومخرج)
حنا سلامة هو مهندس معماري ومصمم وفنان ومخرج أردني. صُنف حنا سلامة ضمن أفضل 45 مهندسًا معماريًا مؤثرًا في الشرق الأوسط في عام 2018. ويُعد حنا أد الناشطين في مجال الاستدامة، وهو المؤسس ومدير التصميمات في شركته للهندسة المعمارية شركة حنا سلامة للتصميم ومقرها في عمان بالأردن، والتي تصمم مشاريع خضراء عالية الكفاءة على المستوى الدولي.
حاز حنا سلامة على شهرة واسعة في الأردن والشرق الأوسط من خلال مقترحات المشاريع المقدمة على شكل فيديوهات "رؤية".

## الشركة المعمارية
أسس سلامة في عام 2012 شركته للتصميم والهندسة المعمارية، والتي تركز على تطوير المشاريع المستدامة وإجراء أبحاث مستقلة.   وفقًا لرؤية الشركة، قدمت الشركة مشاريع مختلفة في مجالات الضيافة والرعاية الصحية والتعليم والسكن والمكاتب وتصميم البيع بالتجزئة في أجزاء مختلفة من العالم بما في ذلك الشرق الأوسط وأوروبا وكندا وأفريقيا.
تبنى سلامة الشركة مع التركيز على تطوير منظور جديد للهندسة المعمارية الحديثة في الشركة، "مع التركيز على التصاميم المتصلة بثقافتهم. كما ركّز علاوة على ذلك على التصميم المستدام، ومحاولة إنشاء مباني فعالة تكون خضراء بشكل سلبي، وصحية، وصديقة للبيئة.    

## رؤى

### حديقة بوابة الأردن
كان مشروع أبراج بوابة الأردن هو الرؤية الأولى لحنا سلامة، والذي حظي باهتمام إعلامي كبير وتناولته عدة وسائل إعلام بما في ذلك صحيفة الغارديان. واقترح سلامة وجهة نظر مختلفة لمشروع أبراج بوابة الأردن الذي كان معلقًا لسنوات عديدة. يقترح المشروع استخدام الأبراج للزراعة العمودية، مع العديد من المقترحات الأخرى بما في ذلك إنتاج الطاقة النظيفة عبر الألواح الشمسية وتوربينات الرياح.       

### تاج اليوبيل الماسي
كانت الرؤية الثانية، متعلقة بفهوم الشركة الخاص حول "المناطق الحية" بطريقة جديدة تمامًا للتفكير في الهياكل العامة. وفر جسر اليوبيل الماسي في لندن دمج المناطق الحية حلاً لمشكلة ملحة، مما يسمح للجسر بدفع تكاليفه دون استخدام أي أموال دافعي الضرائب.

### حديقة سكة حديد الحجاز
الرؤية الثالثة، اقترحت HSD تنفيذ الألواح الكهروضوئية التي من شأنها إنتاج الطاقة اللازمة لتشغيل الترام، والاستثمار في الحديقة بطريقة من شأنها توفير فرص العمل وتعزيز ريادة الأعمال وتشجيع المشاركة العامة.   

## الوعي الأخضر والتعليم
- يلقي حنا سلامة خارج الشركة محاضرات في جامعة ماكجيل، وكذلك الجامعات والمدارس وعامة الناس في الأردن، حول التصميم المستدام. [31] [32] [33]
- إدراك دورة عين المصمم.[34]

## صناعة السينما والمسرح
قام سلامة بإخراج وتمثيل العديد من الأفلام والمسرحيات، سواءً على المسرح أو أمام الكاميرا، بما في ذلك مسرحية أوليفر! باللغة العربية، وسيدتي الجميلة، كما أخرج ثلاثة أفلام قصيرة بعنوان الشريط الأسود، ور أف آر، وحياة المرور.   

## الحياة التعليمية
حصل حنا على درجة البكالوريوس في العلوم في الهندسة المعمارية والماجستير في الهندسة المعمارية من جامعة ماكجيل في مونتريال بكندا. 

## روابط خارجية
- إدراك مؤسسة الملكة رانيا
- مستشفى عمان العام نسخة محفوظة 6 يوليو 2022 على موقع واي باك مشين.
- باردينلاجريسلي